# Südlichste Orte der Erde
Es gibt eine Reihe von Städten, die den Anspruch erheben, südlichste Stadt der Welt zu sein. Hierzu zählen insbesondere Ushuaia in Argentinien sowie Puerto Williams und Punta Arenas in Chile.
Nach den UN-Klassifizierungskriterien für menschliche Siedlungen ist Ushuaia (geographische Breite 54° 49' S) die südlichste Großstadt der Welt mit 82.615 Einwohnern im Jahr 2022 und Punta Arenas (53° 09' S) die südlichste kontinentale Großstadt der Welt mit 123.403 Einwohnern im Jahr 2017. Puerto Williams (54° 57' S) auf der chilenischen Insel Navarino hatte im Jahr 2017 nur 1.898 Einwohner, liegt jedoch etwas weiter südlich und kann daher als südlichster Ort der Welt gelten. Noch südlicher liegt Puerto Toro (55° 04' 59" S) im Osten Navarinos, wo 50 Fischer mit ihren Familien leben. Auch die chilenische Antarktis-Basis Villa Las Estrellas (62° 13' S) ist eine ständige Siedlung (mit einer Zivilbevölkerung von etwa 88 Personen), ebenso die argentinische Esperanza-Station (63° 23′ S).
Direkt am Pol befindet sich die ganzjährig bewohnte US-amerikanische Amundsen-Scott-Südpolstation.
Die südlichste Millionenstadt der Welt ist Melbourne (37° 48' S) in Australien. Die südlichste Hauptstadt ist Wellington, Neuseeland (41° 17' S).